# Bobingen
Bobingen (Swabia : Boobenge ) là một thị trấn thuộc huyện Augsburg, bang Bayern, Đức. Nơi đây nằm bên bờ sông Wertach và Singold, cách Augsburg khoảng 13 km về phía nam.